# جيني شايكشافت
جيني شايكشافت (بالإنجليزية: Jenny Shakeshaft)‏، من مواليد 26 ديسمبر 1984م، وهي ممثلة أمريكية، شاركت بعدة أفلام، ومنها فيلم دبليو.

## وصلات خارجية
- الموقع الرسمي
- جيني شايكشافت على موقع IMDb (الإنجليزية)
- جيني شايكشافت على موقع قاعدة بيانات الفيلم (الإنجليزية)